# Aretha Teckentrup
Aretha Leonore Teckentrup () é uma matemática britânica, cientista de dados e analista numérica conhecida por suas pesquisas sobre quantificação de incerteza e sobre métodos de Monte Carlo multinível para a solução numérica de equações diferenciais parciais. É professora de matemática da ciência de dados na Universidade de Edimburgo.

## Formação e carreira
Teckentrup foi estudante de matemática na Universidade de Bath a partir de 2005, onde obteve um mestrado em 2009 e completou um PhD em 2013, com a tese Multilevel Monte Carlo methods and Uncertainty Quantification, orientada por Robert Scheichl.
Após pesquisas de pós-doutorado com Max Gunzburger na Universidade Estadual da Flórida de 2013 a 2014 e com Andrew Mark Stuart na Universidade de Warwick de 2014 a 2016, tornou-se lecturer na Universidade de Edimburgo em 2016.

## Reconhecimento
Teckentrup foi a vencedora do segundo lugar do Prêmio Leslie Fox de Análise Numérica em 2017. Em 2018 foi a vencedora inaugural do SIAG/Uncertainty Quantification Early Career Prize da Society for Industrial and Applied Mathematics Activity Group on Uncertainty Quantification. Foi uma das laureadas de 2021 do Prêmio Whitehead da London Mathematical Society.